# Råstasjön
Råstasjön är en insjö i Solna kommun i Stockholms län. Sjön utgör Solna kommuns enda insjö, utöver Mälaren. Råstasjön omges av Råsunda i söder, Hagalunds bangård i norr, Arenastaden i öster och stadsdelen Ör (i Sundbybergs kommun) i väster. Råstasjön avvattnas genom ett uträtat dike till Brunnsviken. Sjön har ett inlopp med vatten från den västerut belägna Lötsjön.
Sjön med närmaste omgivning skyddas som naturreservat sedan 2018 (se Råstasjöns naturreservat).

## Delavrinningsområde
Råstasjön ingår i delavrinningsområde (658558-162475) som SMHI kallar för Rinner mot Brunnsviken. Medelhöjden är 14 meter över havet och ytan är 17,67 kvadratkilometer. Det finns inga avrinningsområden uppströms utan avrinningsområdet är högsta punkten. Avrinningsområdets utflöde mynnar i havet, utan att ha någon enskild mynningsplats.. Bebyggelsen i området täcker en yta av 17 kvadratkilometer eller 96 procent av avrinningsområdet.

## Historik
Under förhistorisk tid var Råstasjön och intilliggande Lötsjön en utlöpare av dagens Brunnsviken som genom landhöjningen avsnördes från Brunnsviken och Östersjön. Under vikingatiden gick här Fröfjärden som via Ulvsundasjön hade förbindelse med Mälaren. Området var bebodd åtminstone under järnåldern som en runsten (Upplands runinskrifter 77) och ett gravfält (RAÄ-nummer: Sundbyberg 25:1) intill sjöns nordvästra hörn kan vittna om. Sjön har sitt namn efter gården Råsta vilken år 1375 omnämns som kronoegendom.

## Naturvärden
Råstasjön är en känd fågelsjö, som är näringsrik med hög produktion av biomassa. Efter norra stranden växer alsumpskog. Här finns ett varierat buskskikt med arter som hagtorn, svarta vinbär, nypon, olvon, måbär och druvfläder. Sjön och strandpartierna bildar Råstasjöns naturreservat.
Längre norr om sjön finns hällmarkstallskog med högt bevarande värden, vilket visats in en naturvärdesinventering som utfördes 2015. Bland fågelarterna som rastar och söker föda i området har noterats sju rödlistade arter (NT = nära hotad). Det är duvhök, gröngöling, mindre hackspett, spillkråka, sånglärka, ängspiplärka och buskskvätta. Busksångare har också setts i området. Näktergal häckar ovanligt revirtätt i området, tillsammans med grönsångare och trädgårdssångare.
Norra Råstabäcken, även kallas Madbäcken, som är sjöns största tillflöde, är starkt förorenad vilket påverkar sjön negativt. Av rödlistade arter förekommer både alm och ask i området, liksom gråmalva, backklöver, blek jordrök och tallticka.
Sju fladdermusarter har observerats i områdena runt Råstasjön, vilket är artirikt även på nationell nivå. Troligen häckar kolonier i alskogen på den norra sidan.
Provfiskningar 1994 och 1996 påvisade att mört och abborre är dominerande fiskarter,  men det finns också gädda, sutare och ruda i sjön. Både sutare och ruda är mycket tåliga mot föroreningar och dåliga syreförhållanden.
Fiske är inte tillåtet.

## Kommunikationer
Runt sjön leder en 2 117 meter lång promenadväg som är en del av den fem kilometer långa Hälsans stig, som även går runt den intilliggande Lötsjön i grannkommunen Sundbyberg. Närmaste tunnelbanestation är Näckrosen, som ligger en halv kilometer från sjön. Pendeltågsstation Solna ligger cirka 1 km från sjön. Från 2014 passerar även Tvärbanan Solna station, och banan kommer dessutom att ha en station vid Solna centrum, ca 1 km från området.

## Befintlig bebyggelse

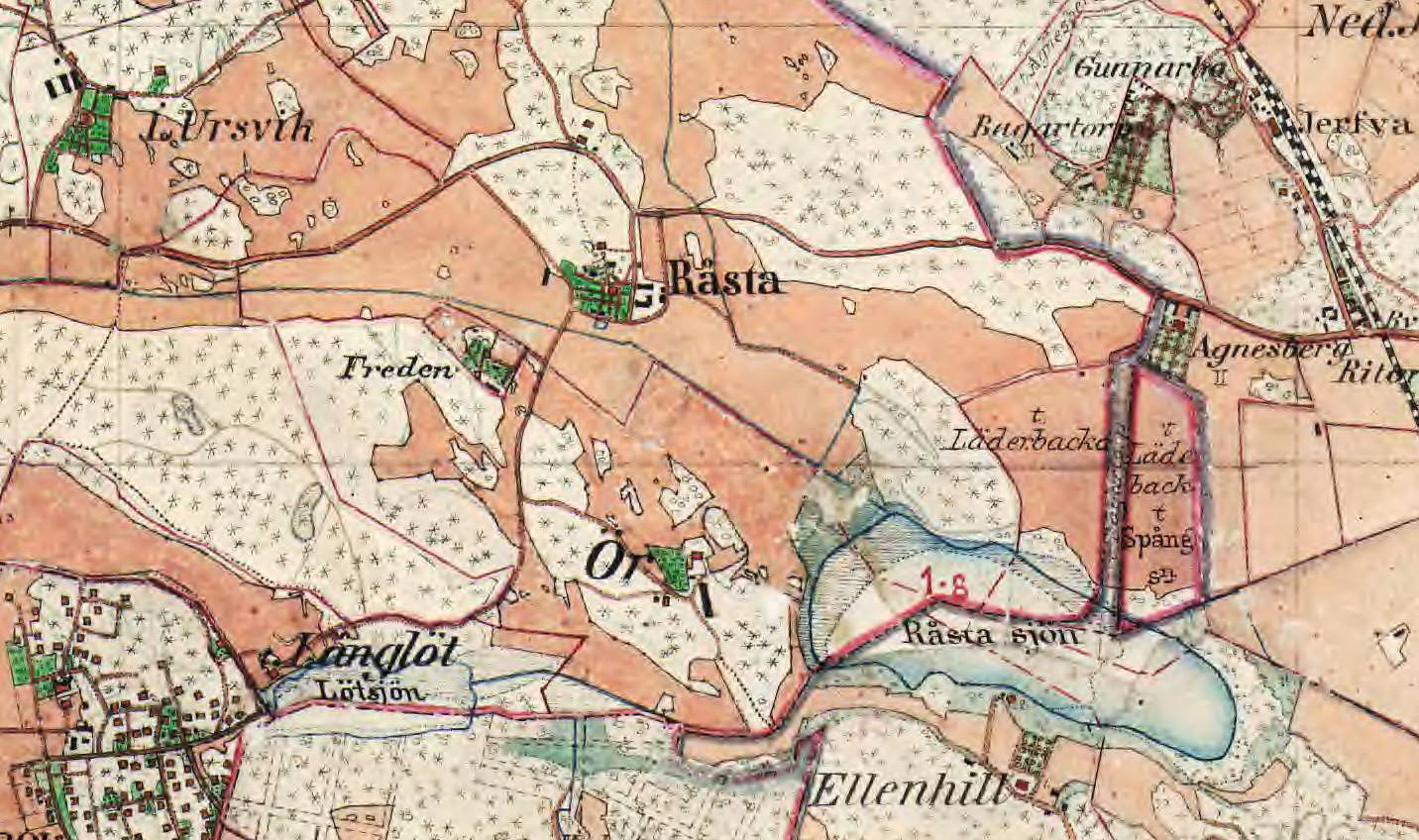
Råstasjön och Lötsjön omkring 1900.

Vid Sjövägen 20 ligger fastigheten Svanen 1 som är en villa i medelhavsinspirerande drag. Villan uppfördes 1932-1933 efter ritningar av arkitekt Carl Åkerblad för Råsundabolagets verkställande direktör Helge Werner. Svanen 1 är blåmärkt av kommunen och har tillmätts ett extra högt kulturhistoriskt värde som "omistlig". Idag disponeras byggnaden av tandkliniken "Willa Tandhälsan". Eftersom kommunal "färgmärkning" idag saknar betydelse har kommunen kulturskyddat området genom detaljplan 0184-P13/5, detta eftersom området inte uppfyller varken tidigare eller nuvarande krav på byggnadsminnesförklaring liksom att kommunen genom den nya detaljplanen upphävde det expropriationsskydd som förelåg inom tidigare detaljplan.
Inom området finns 17 hus som ritades av byggnadsingenjör Elis T. Pålskog, däribland sin egen villa i kvarteret Fjället.  Pålskogs byggverksamhet utövades enbart i Solna, där Pålskog satt i byggnadsnämnden och dennes verksamhet har i hög grad präglat området och bidragit till dess enkla arkitektur. Både Åkerblad och Pålskog, var anställda vid Råsundabolaget. Ursprungligen fanns det några fler villor vid Råstasjön men Råsunda Förstadsaktiebolag hävde deras arrenden på 1920-talet för omstrukturering av bebyggelsen och senare revs några villor av Solna stad efter att lokalkänd liberal spårvägs politiker bosatt i en av villorna opponerat sig rättsligt mot "för många" kommunala detaljplaneförslag. Den delen av det tidigare villaområdet är idag en återvinningsstation.

### Historiska bilder

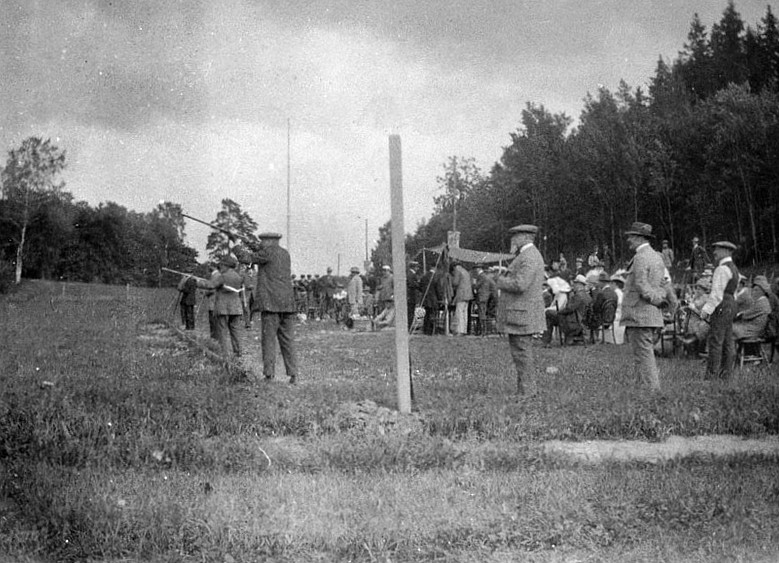
Lerduveskjutning vid Olympiska spelen 1912.
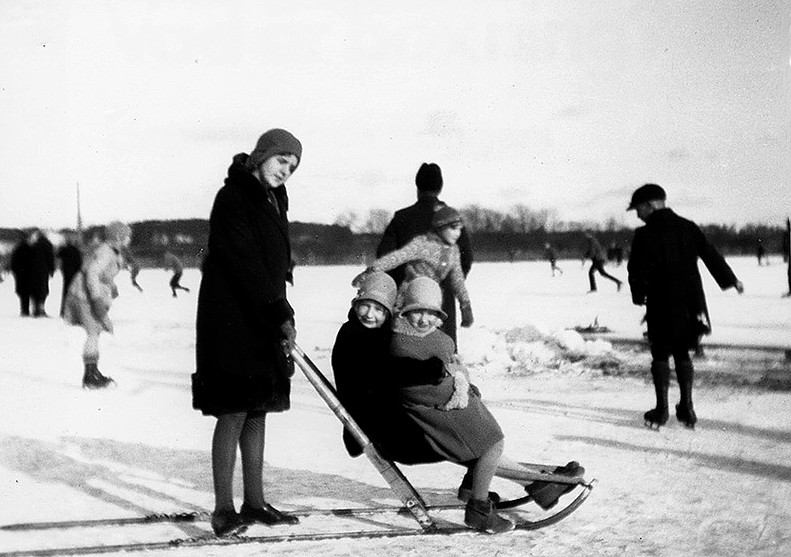
Sparkåkning på Råstasjön 1927.
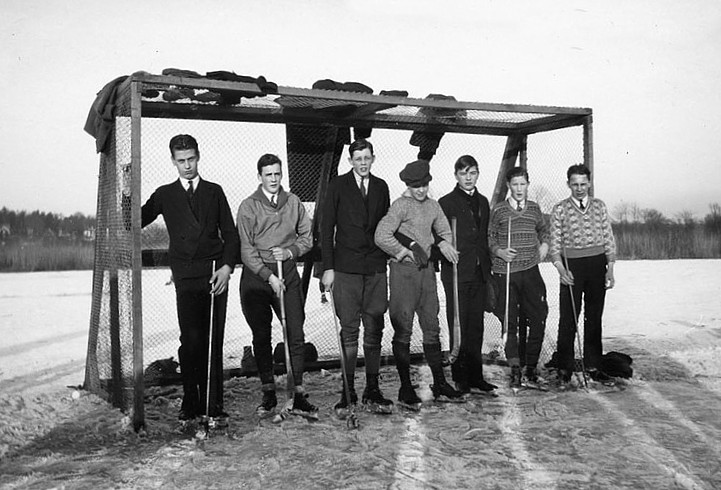
Bandylag på Råstasjön 1930.

## Idrott
Vi Olympiska sommarspelen 1912 i Stockholm förlades skyttetävlingar mor rörliga mål (lerduvor och löpande hjort) till Råstasjön och en äng vid sjöns sydvästra hörn. Tävlingarna mot fasta mål hölls på Kaknäs skjutbanor. Vid hjortskyttet sköts in mot skogsbrynet och lerduveskyttet riktades ut not sjön. James Graham (USA) fick guldmedaljen för lerduvor och Alfred Swahn (Sverige) vann löpande hjort.
SM-finalen i bandy 1912 spelades på Råstasjöns naturis. En sedan 1960-talet årligen återkommande löptävling arrangerad av Sundbybergs IK, Två sjöar runt, har sin bana kring Råstasjön och den närbelägna Lötsjön.
Vid östra sidan om sjön ligger Strawberry Arena som invigdes år 2012.

## Nutida bilder

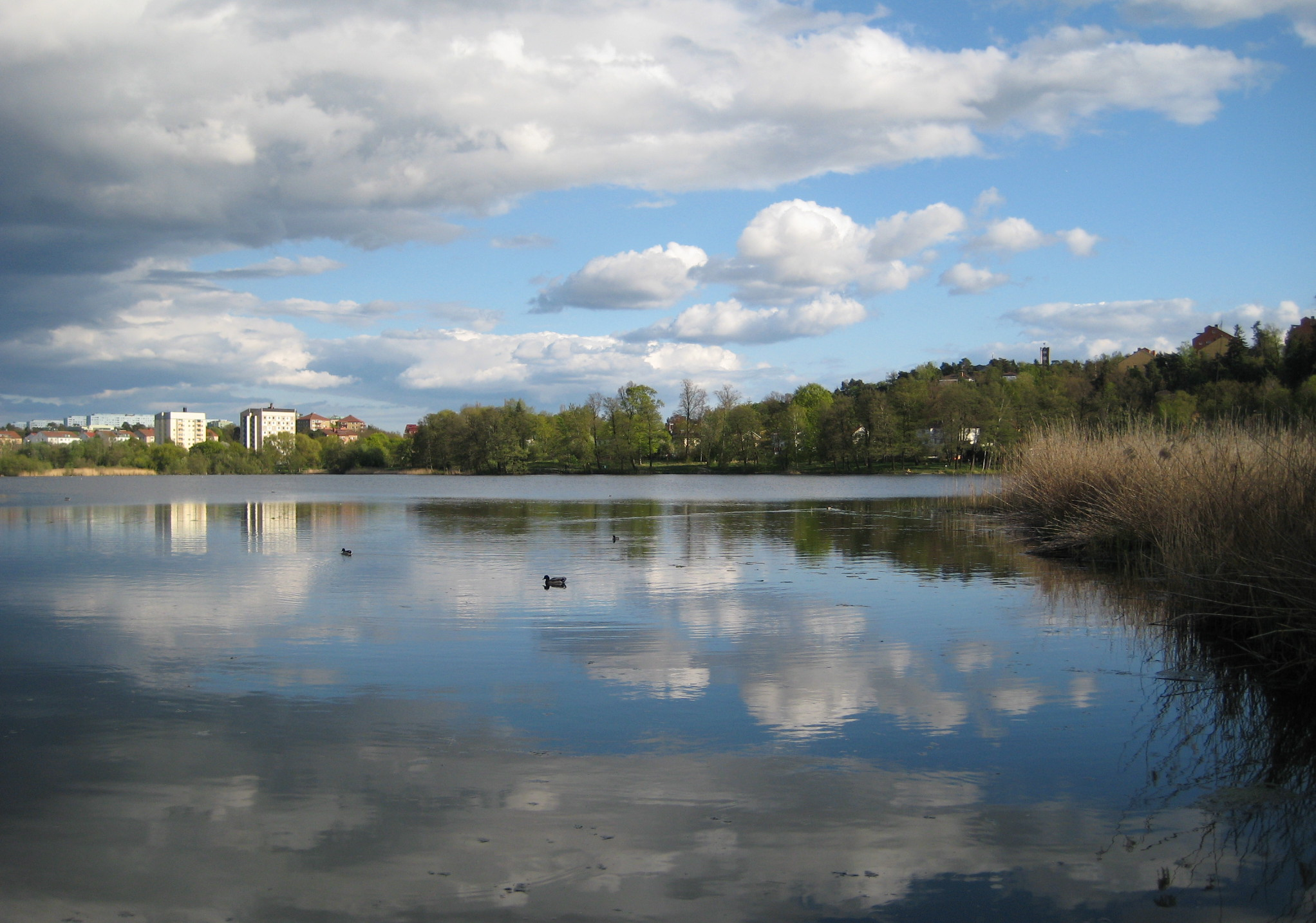
Råstasjön 2008
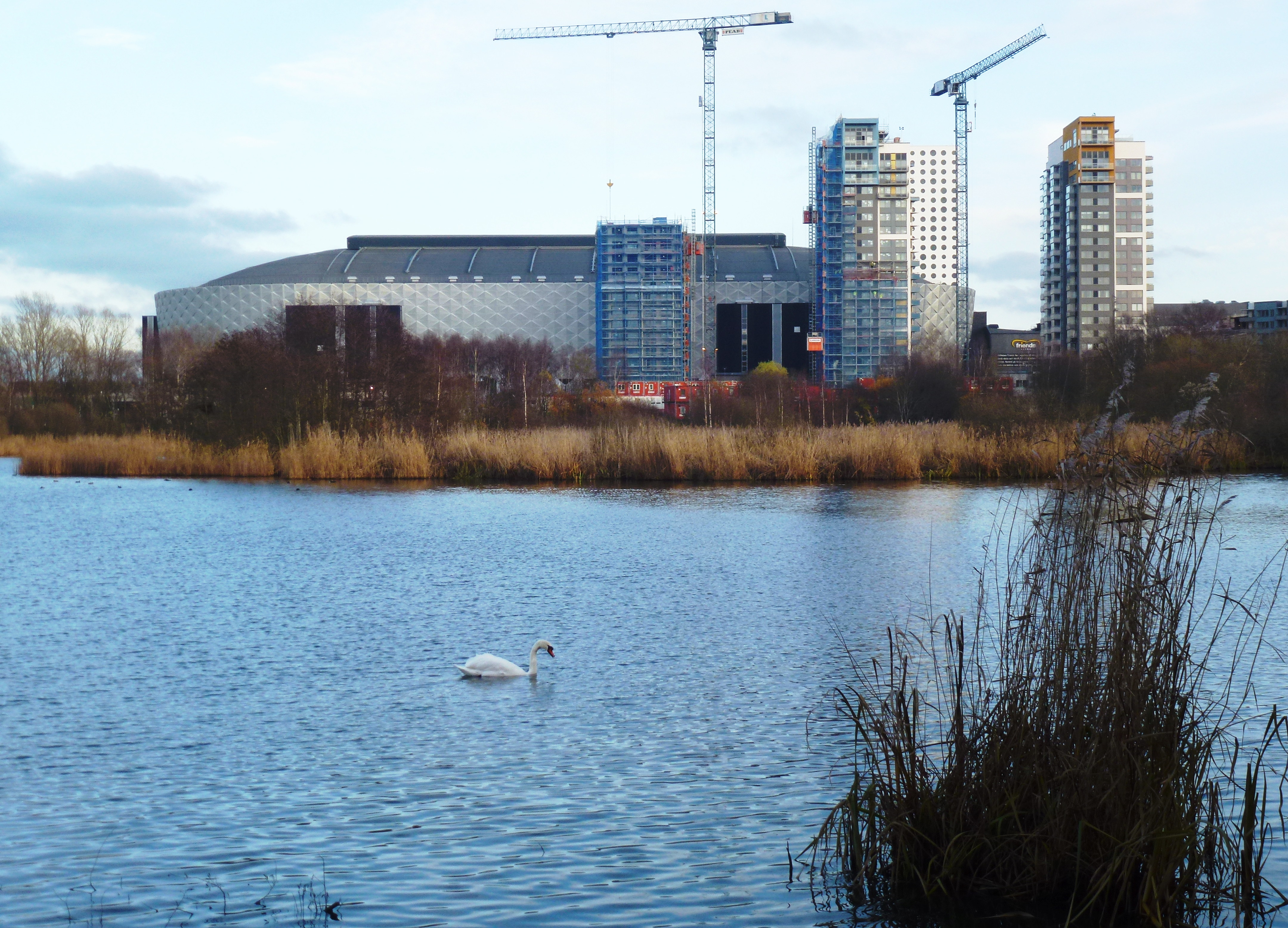
Råstasjön med Strawberry Arena (då Friends Arena)
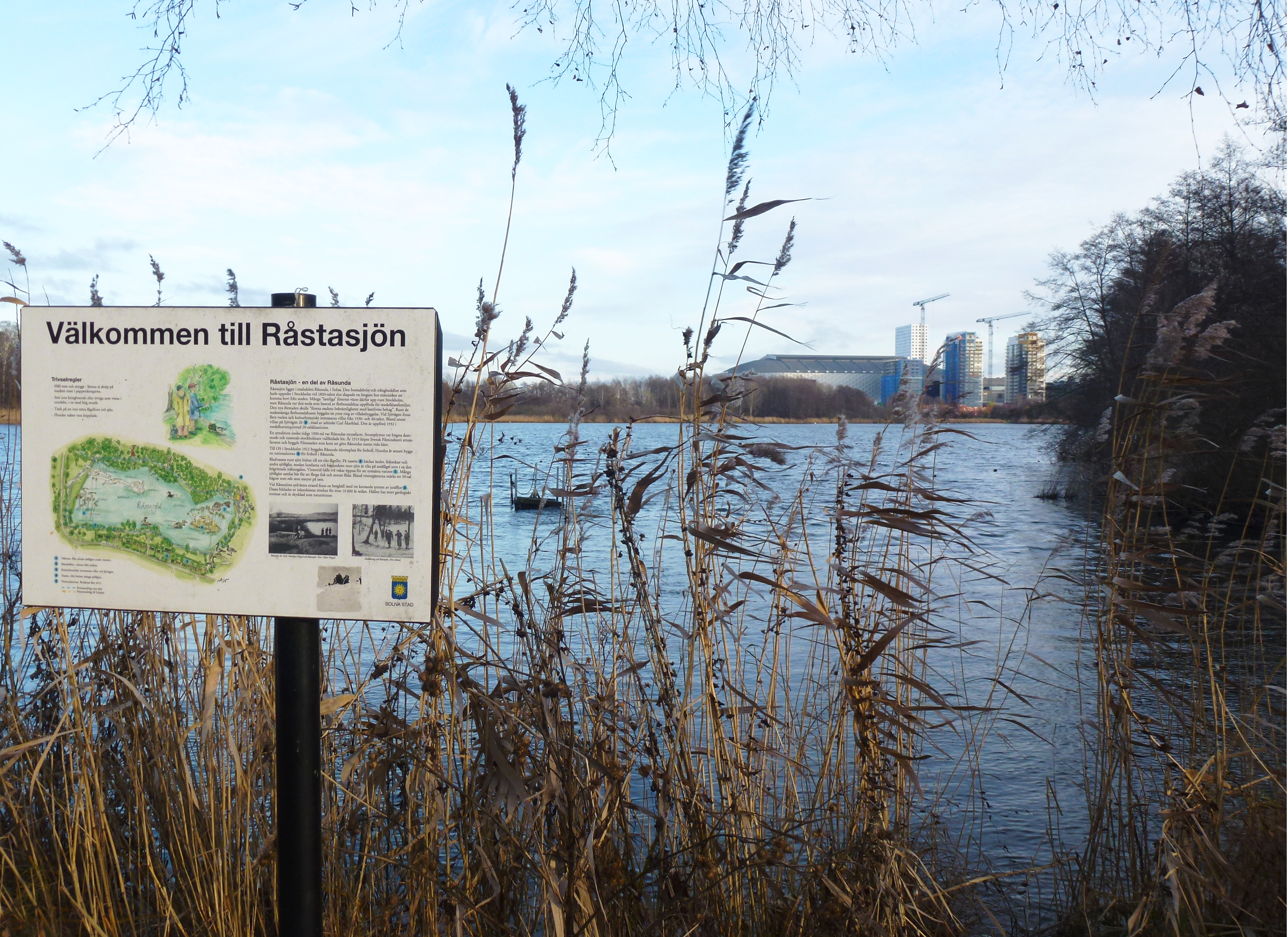
Råstasjöns västra strand, 2014
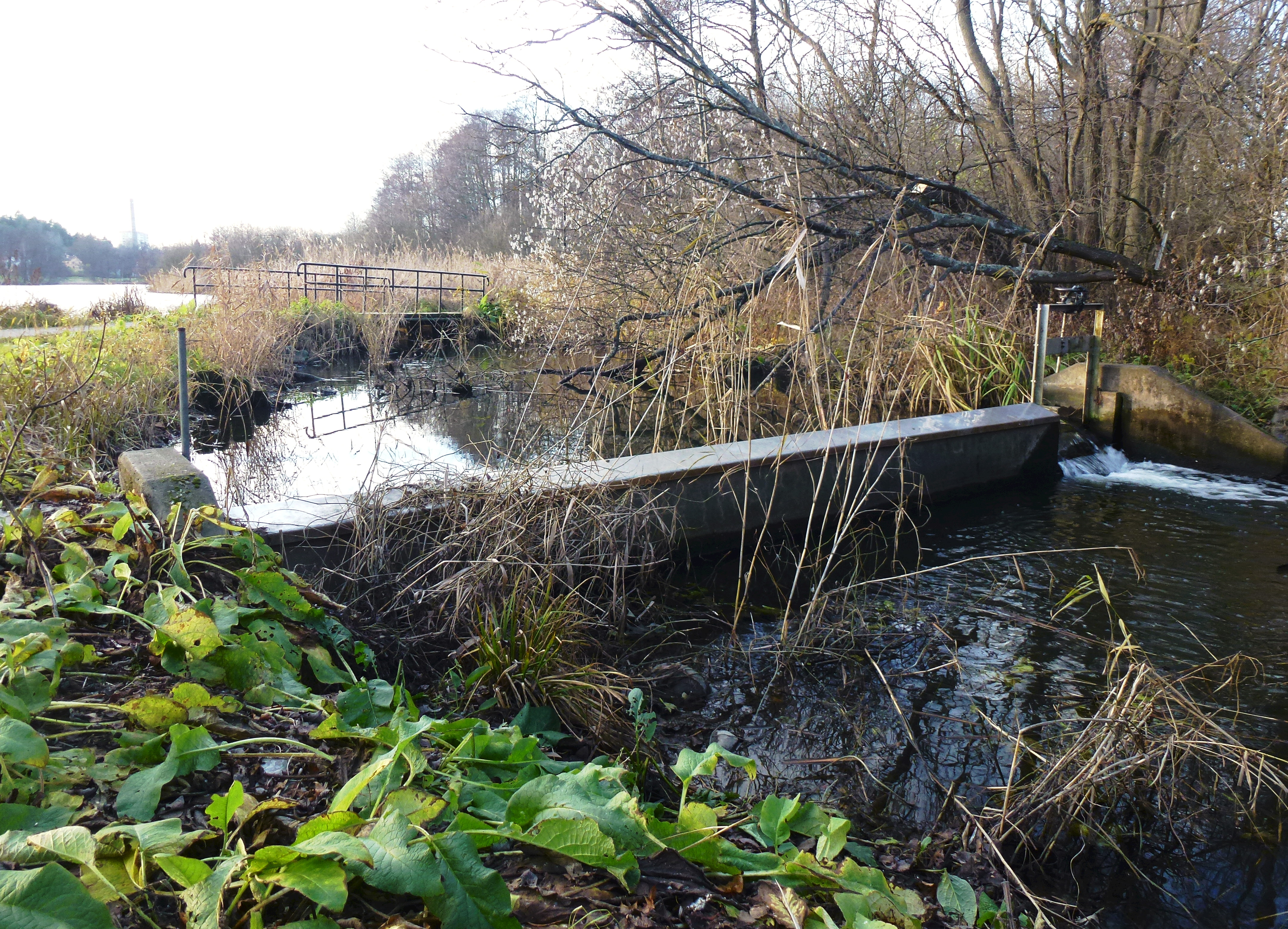
Råstasjöns utlopp i öst
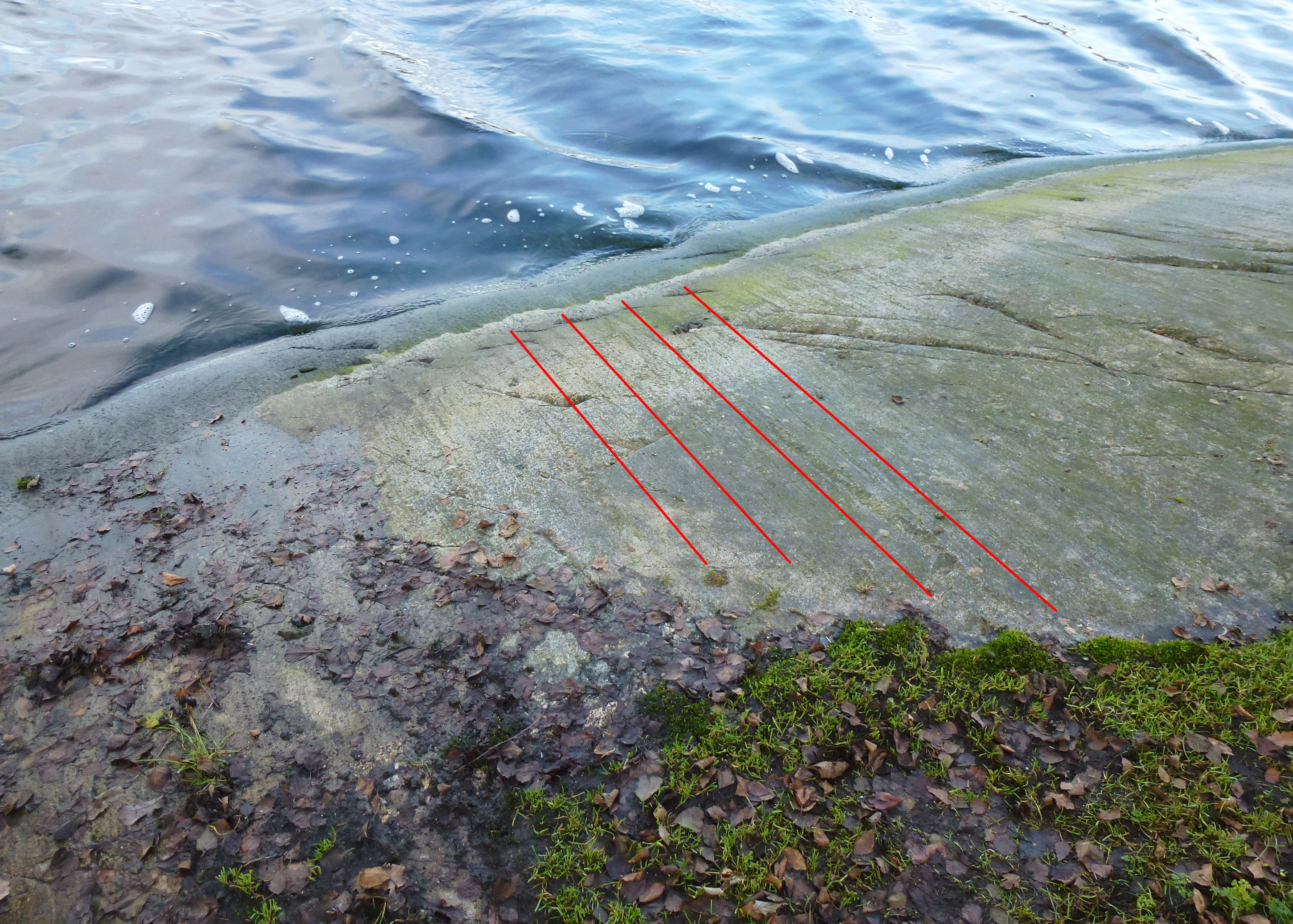
Råstahällen med slipmärken (röd) efter inlandsisen
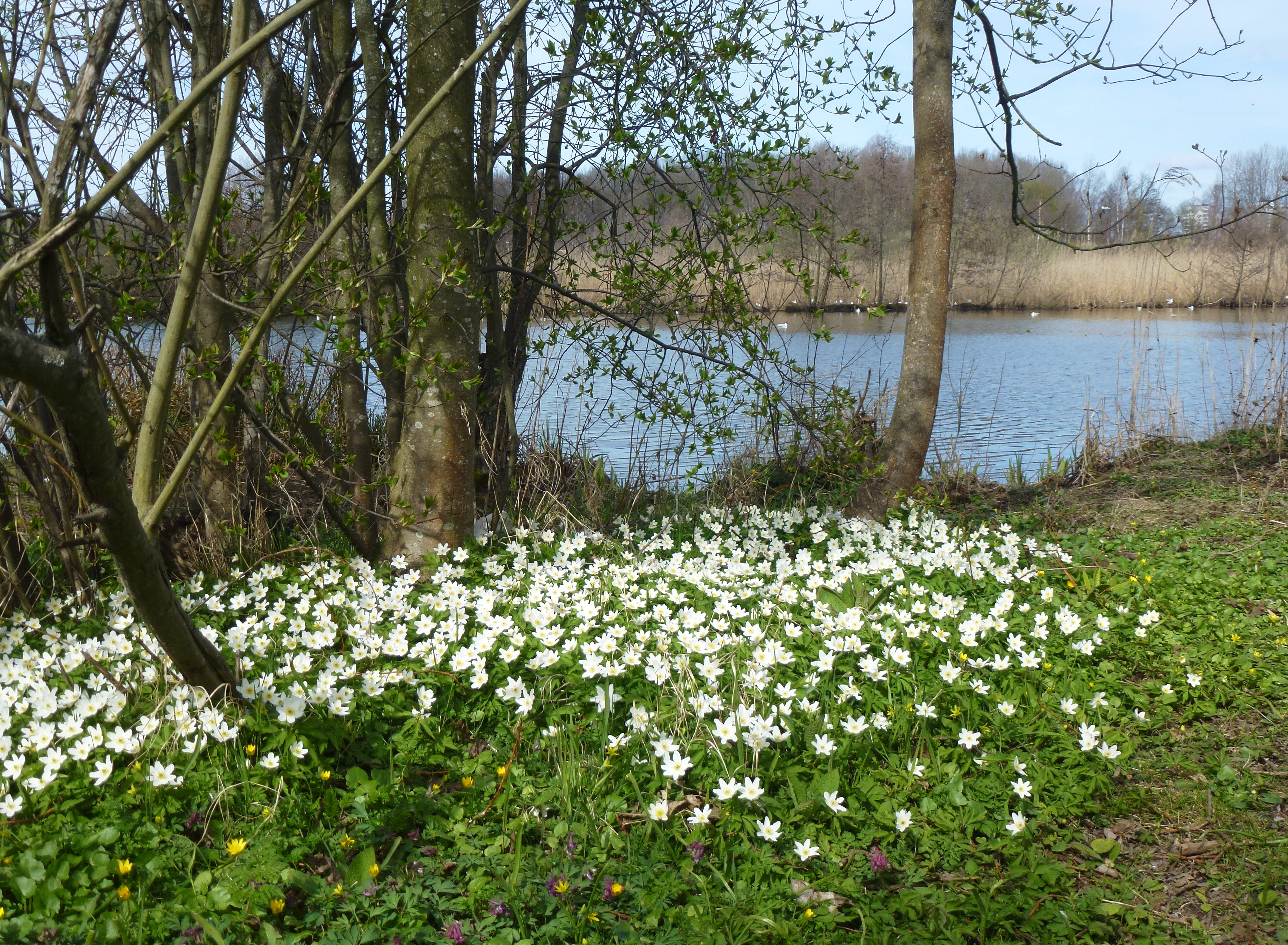
Vår vid Råstasjön, april 2015